# Archäologische Krypta auf der Île de la Cité

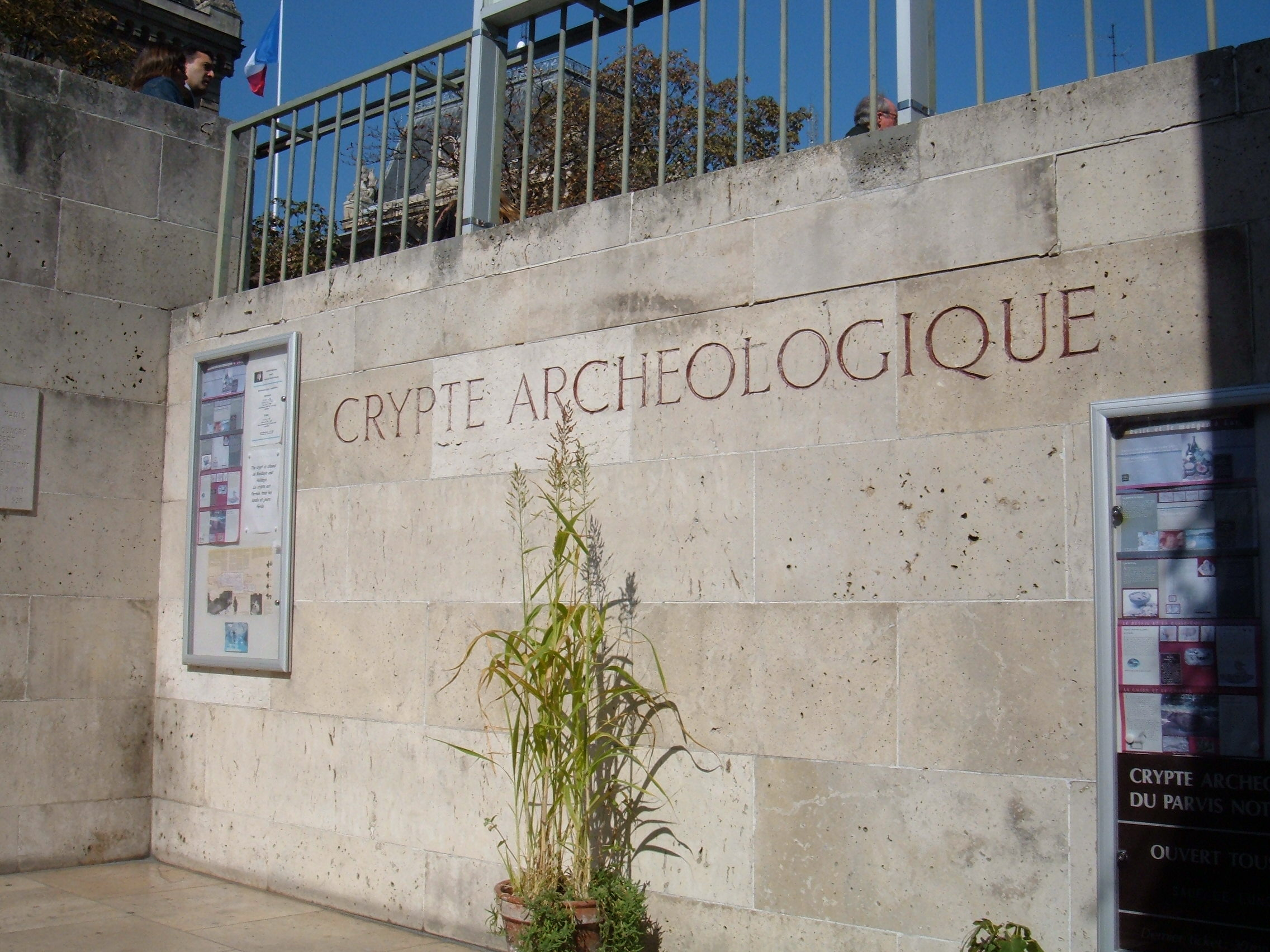
Eingang

Die Crypte archéologique de l’île de la Cité (dt.: Archäologische Krypta auf der Île de la Cité) ist ein Museum der Stadt Paris, das sich direkt unter dem Vorplatz der Kathedrale Notre-Dame im 4. Arrondissement befindet. Es zeigt archäologische Funde von der Antike bis ins 19. Jahrhundert, die bei Ausgrabungen in den 1960er und 1970er Jahren vor dem Bau einer Tiefgarage entdeckt wurden. Es ist eines der 14 Museen der Stadt Paris, die seit dem 1. Januar 2013 von der städtischen Einrichtung Paris Musées verwaltet werden.

## Räumlichkeiten
Die Krypta hat eine Länge von 118 Metern. Die Breite  beträgt 29 Meter. Die Fläche umfasst 2.200 m², wovon 1.800 m² für die Ausstellung der archäologischen Funde genutzt werden.

## Geschichte

### Antike Überreste
Die gallorömische Stadt Lutetia entstand am linken Seine-Ufer zur Zeit des Kaisers Augustus (27 v. Chr. – 14 n. Chr.). Zu Beginn des 1. Jahrhunderts n. Chr. schlossen sich kleine Inseln in der Seine zur heutigen île de la Cité zusammen. Wirtschaft und Handel entwickelten sich rund um den Fluss und den Hafen. Von diesem antiken Hafen ist nur noch ein Teil des Kais erhalten. Im 3. Jahrhundert n. Chr. wurde die Insel vollständig überbaut. Davon zeugen in der Krypta die Überreste großer und luxuriöser Wohnhäuser, darunter der Sockel einer Säule.
Von der Mitte des 3. bis zum 5. Jahrhundert n. Chr. wurde Lutetia von den Germaneneinfällen bedroht und entwickelte sich zu einem strategischen Ort für die Verteidigung des Römischen Reiches. Zwei herausragende Bauwerke aus dem 4. Jahrhundert, die Stadtmauer und die Thermen, deren Überreste in der Krypta zu sehen sind, veranschaulichen die Veränderungen der Stadt in der Zeit, als die Antike zu Ende ging. Die Fundamente der Stadtmauer, die die Stadtinsel umgab, bestehen aus großen Steinblöcken, die aus der Nekropole und den verlassenen Monumenten am linken Ufer geborgen wurden. Überreste der Thermen nehmen den zentralen Teil der Krypta ein.

### Gebiet um die Kathedrale von Notre-Dame im Mittelalter
Im Mittelalter konzentrierte sich die städtebauliche Entwicklung der Île de la Cité auf die Kathedrale, mit deren Bau 1163 unter dem Pariser Bischof Maurice de Sully begonnen wurde. In der Achse des Mittelportals der Kathedrale wurde die Rue Neuve Notre-Dame angelegt, südlich des Platzes wurde das Hôtel-Dieu-Hospital wieder aufgebaut und entlang der Straßen entstanden Kirchen und neue Häuser. Heute sind nur noch die Keller zweier Häuser erhalten. Nördlich der Rue Neuve Notre-Dame standen zwei Kirchen, Saint-Christophe und Sainte-Geneviève des Ardents, die 1748 zerstört wurden, deren Fundamente jedoch erhalten sind.

### Spuren der Stadtentwicklung im 18. und 19. Jahrhundert
Im 18. Jahrhundert wurden zahlreiche mittelalterliche Gebäude zur Verbesserung des Verkehrs und der sanitären Einrichtungen abgerissen. Der Place de la Cathedrale wurde vergrößert, die Rue Neuve Notre-Dame verbreitert und das neue Hospice des Enfants-Trouvés 1750 vom Architekten Boffrand an der Stelle der Kirche Sainte-Geneviève des Ardents errichtet. Von diesem Hospital sind noch die Krypta und die Grundmauern erhalten. 1772 verwüstete ein Großbrand das mittelalterliche Krankenhaus Hôtel-Dieu und zerstörte die Kapelle Sainte-Agnès, von der nur die Krypta verschont blieb.
Im 19. Jahrhundert beauftragte Napoleon III. den Stadtpräfekten Georges-Eugène (Baron) Haussmann mit einem städtebaulichen Großprojekt: Paris sollte von einer mittelalterlichen in eine gesunde, sichere und moderne Stadt umgewandelt werden. Die Île de la Cité wurde radikal umgestaltet: Siebzehn Kirchen und ein Gassenlabyrinth mussten weichen. Das Hospice des Enfants-Trouvés und das ehemalige Hôtel-Dieu verschwanden 1877, eine Kaserne wurde am Ende des Platzes errichtet (heute Sitz der Polizei) und das heutige Hôtel-Dieu wurde an einer Seite des Platzes gebaut. Seine heutige Gestalt erhielt der Platz Ende des 19. Jahrhunderts.

### Bau der Krypta
Der Vorplatz von Notre-Dame wurde bereits in der zweiten Hälfte des 19. Jahrhunderts teilweise ausgegraben und zwischen 1965 und 1970 vor dem Bau einer Tiefgarage erneut untersucht. Die präventiven Ausgrabungen brachten zahlreiche Funde über die Ursprünge von Paris und seine Entwicklung im Laufe der Jahrhunderte zutage. Zum Vorschein kamen die Überreste eines gallo-römischen Badehauses, ein Teil der Stadtmauer aus dem 5. Jahrhundert, Fundamente mittelalterlicher Häuser, Gebäude aus dem 18. Jahrhundert bis hin zu den Abwasserkanälen von Haussmann. Aufgrund der Bedeutung der Funde wurde 1967 beschlossen, die Ruinen als museale Krypta zu erhalten. Die Krypta wurde schließlich 1980 eingeweiht, aber die unterirdischen Ausgrabungen dauerten noch bis 1988, als der Archäologe Venceslas Kruta die Überreste eines Kais des Hafens von Lutetia freilegte.
Nach dem Brand von Notre-Dame de Paris von 2019 wurde die Krypta geschlossen. Die durch die Covid-19-Pandemie verzögerte Wiedereröffnung fand im Juli 2021 statt. Im Juni 2022 gewann Bas Smets den Wettbewerb für die Neugestaltung der Umgebung von Notre-Dame nach dem Brand. Das Projekt sieht unter anderem die Umgestaltung des ehemaligen Parkplatzes mit einem neuen Eingang zur archäologischen Krypta auf der Île de la Cité vor; die Arbeiten sind für den Zeitraum 2024–2027 geplant.